# Ланир, Инбар
Инбар Ланир (ивр. ענבר לניר‎; род. 3 апреля 2000, Йехуд, Израиль) — израильская дзюдоистка, выступающая в весовой категории до 78 килограммов. Серебряный призёр летних олимпийских игр 2024 года, бронзовый призёр Олимпийских игр (2020, командный турнир). Чемпионка мира 2023 года. Бронзовый призёр чемпионатов Европы 2023 и 2024 годов.

## Биография
Инбар Ланир родилась 3 апреля 2000. Живёт в Тель-Авиве.

## Карьера
Она выступает в категории до 78 кг. Выиграла бронзовую медаль на турнирах Большого шлема в Ташкенте и в Тбилиси в 2021 году.
Ланир выиграла чемпионат Европы до 23 лет и заняла 3-е место на чемпионате Европы до 23 лет в 2019 году, а также на чемпионате Европы до 21 года в том же году.
На чемпионате мира по дзюдо 2021 года в Будапеште Ланир заняла 7-е место. Она победила в первых двух матчах, а затем проиграла в четвертьфинале и утешительном раунде.
Ланир представляла Израиль на летних Олимпийских играх 2020 года в весовой категории до 78 кг. В первом матче она обыграла монгольскую спортсменку Отгони Мёнхцэцэг броском на 18-й секунде. В 1/8 финала она уступила двукратной чемпионке мира Майре Агиар из Бразилии, завершив свое выступление в личном первенстве. В командном турнире смешанных сборных завоевала бронзу после того, как Израиль победил сборную Олимпийского комитета России в матче за бронзу со счётом 4:1.
В мае 2023 года, в столице Катаре, на чемпионате мира, израильская дзюдоистка в весовой категории до 78 кг стала обладателем золотой медали, в финале победив французскую спортсменку Одри Чёмео.
На летних Олимпийских играх 2024 года в Париже в категории до 78 кг Ха Инбар завоевала серебряную медаль, уступив в финале итальянской спортсменке Алисе Белланди.